# کاخ گلستان (باکو)
کاخ گلستان (ترکی آذربایجانی: Gülüstan sarayı) که در دوران حکومت شوروی بر آذربایجان به عنوان «مجتمع کاخ مراسم عروسی گلستان» شناخته می‌شد، امروزه یکی از مراکز همایش دولتی حکومت جمهوری آذربایجان به حساب می‌آید. این کاخ در «بام باکو»، در خیابان «استقلالیت» که مشرف بر تمام دورنمای شهر و خلیج باکو ست، قرار دارد.

## دربارهٔ کاخ
این مکانی برای برگزاری برخی از مراسم دولتی و غیردولتی تلقی می‌گردد. لازم است ذکر شود که، این کاخ از بستن «قرارداد قرن» و دیگر قراردادهای نفتی و گازی مهم، بستن قرارداد پروژه دالان ترابری آروپا- قفقاز- آسیا، مراسم عروسی «لیلا علی اوا» دختر الهام علی اف، رئیس‌جمهوری آذربایجان و سایر رویدادهای محلی و بین‌المللی میزبانی کرده‌است.
این ساختمان به ابتکار «علیش لمرانسکی» نایب رئیس شورای وزیران جمهوری سوسیالیستی آذربایجان شوروی در سال ۱۹۸۰ بنا شده‌است.
پروژه ساخت و ساز کاخ از سوی «ح. امیرخانف»، «ن. حاجی بیگف»، «ت. شارینسکی»، «ف. رستم اوا»، «ن. اسماعیلف»، «ک. کریمف» و «عباس علی اسکرف» طراحی گردیده‌است. بنا در در سال ۱۹۹۸ تحت بازسازی‌ها قرار گرفت.